# Sint-Pieterskerk (Kuurne)

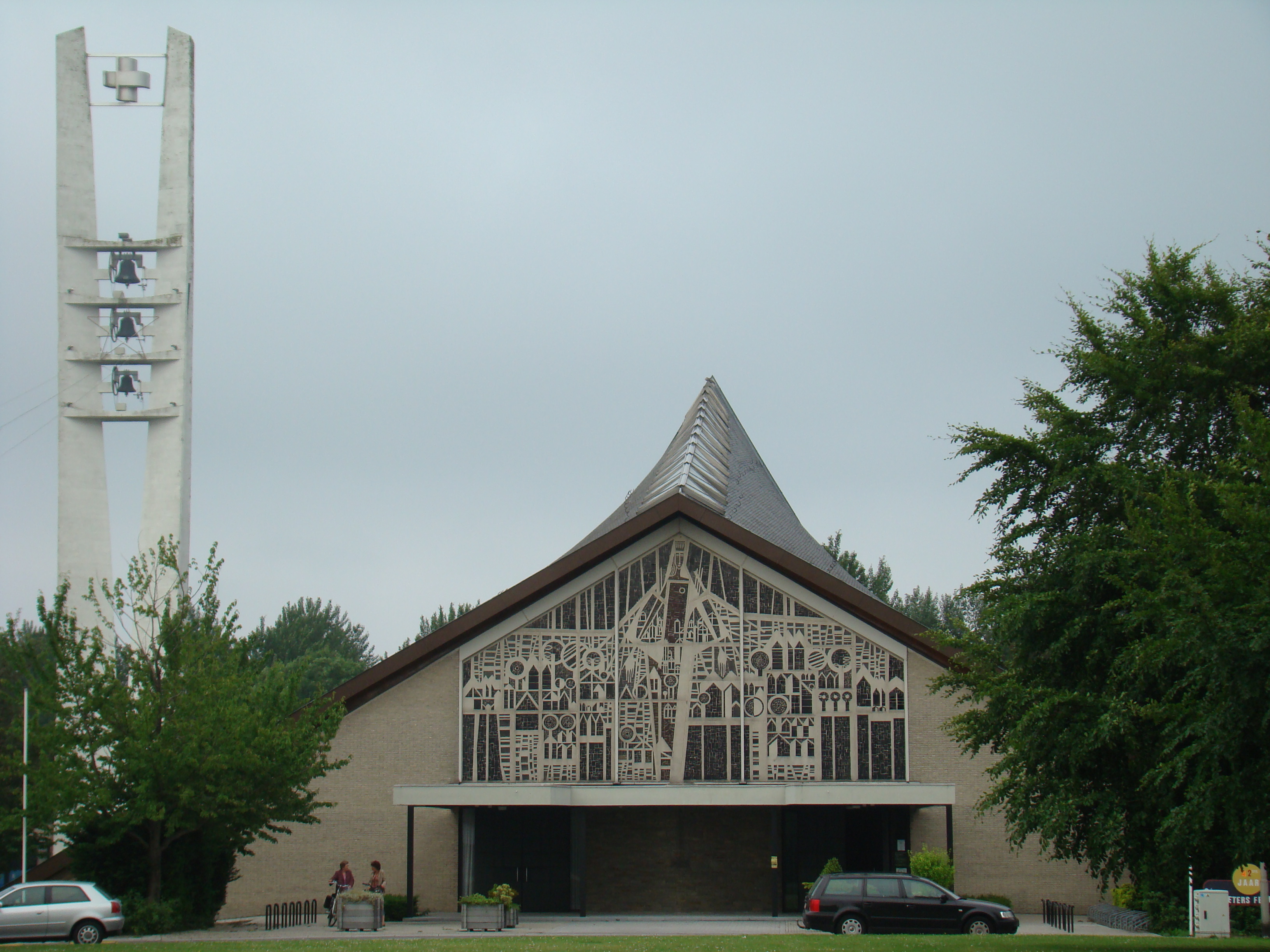

De Sint-Pieterskerk te Kuurne is een moderne driehoek-/tentvormige kerk. Ze is de nieuwste kerk in Kuurne en is gelegen in de parochie Sint-Pieter, de tweede grootste van Kuurne (naast de Sint-Michiel, de kerk van Sint-Katharina is de kleinste).
Ten gevolge van de snelle aangroei van de bevolking op de wijken De Kathoek en 't Hoge werd op 19 september 1946 die nieuwe parochie Sint-Pieter opgericht.

## Ontstaan en architectonische waarden
Na twee voorlopige bidplaatsen, eerst in een vlasschuur op 't Hoge en later in de gymlokalen van de gemeentelijke jongensschool (Boudewijnschool afdeling Sint-Pieter, die sinds enkele jaren Pienter werd herdoopt), werd in de loop van 1971 de nieuwe moderne kerk in dienst genomen. 
Het ontwerp werd door drie Kuurnse architecten gemaakt en de kerk werd ook volledig onder hun leiding gebouwd. De kerk is modern en heeft beslist architectonische waarde. Het glasraam in betonwerk van 80 m² in de westgevel is een weerspiegeling van Maria die haar armen beschermend spreidt naar de parochianen toe, wier huizen worden afgebeeld in dat raam. Voor het raam staat een orgel dat wekelijks wordt bespeeld tijdens de zondagsviering.
Het hele gebouw is opgevat als een tent in twee delen, met het hoofdaltaar bijna in het midden, in de vorm van de vissersschuit van Petrus, de patroon van de parochie.

## Hoofdaltaar

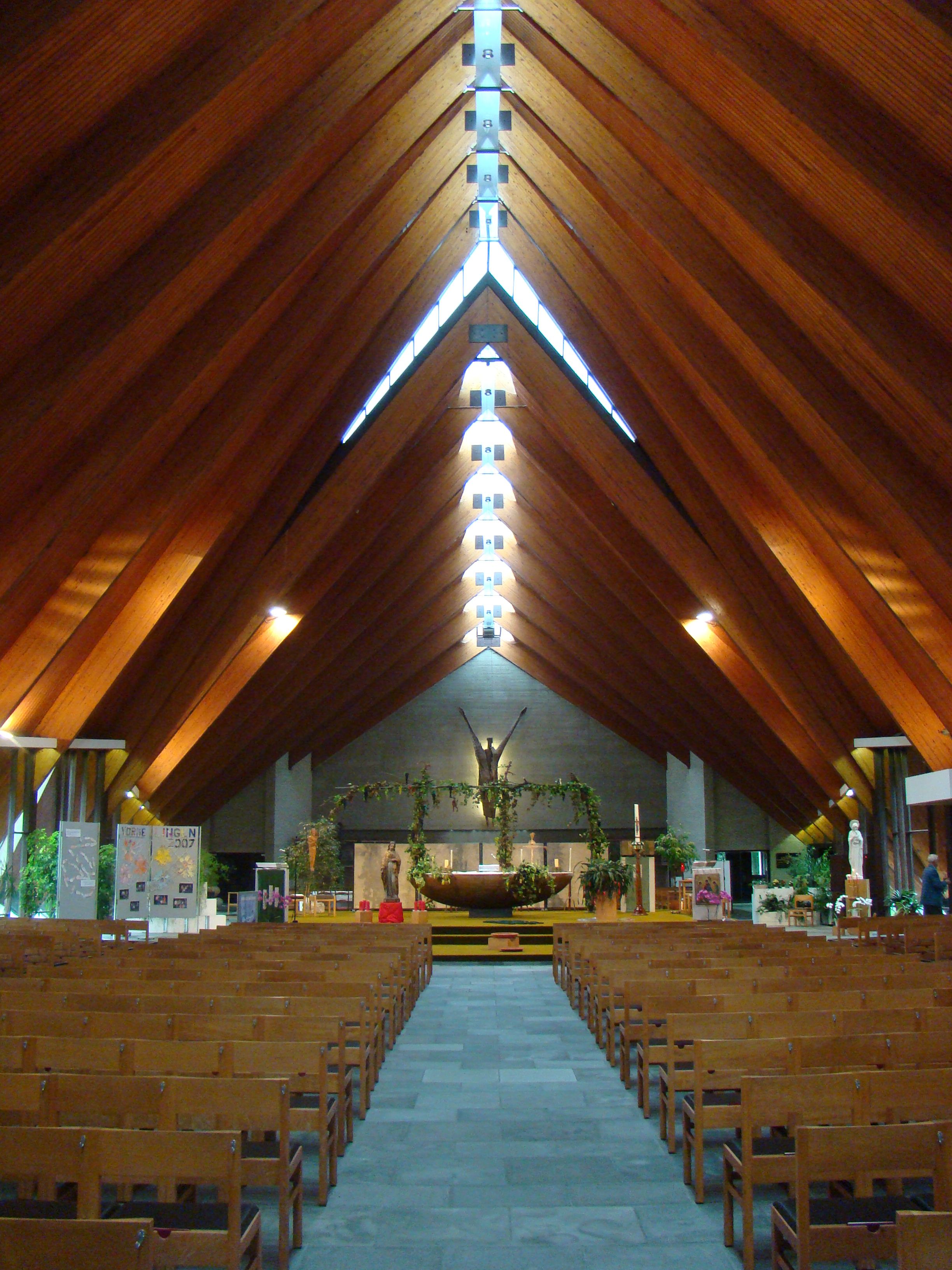

Doordat het hoofdaltaar in het midden staat, wordt de kerk in twee delen gedeeld.
Bij het hoofdaltaar staat het tabernakel (kerk), waar de kelk en de hostieschaal worden bewaard. Bij elke christelijke periode wordt dit gedeelte van de kerk versierd met linten, bloemen, tekeningen van de schoolkinderen,…
Achter het hoofdaltaar, in de oostelijke kant van de kerk, staat een tweede, kleiner altaar voor de kleine dienstvieringen door de week. Aan de noordzijde van dat altaar staat een kunstwerk dat opnieuw de vissersschuit van Petrus voorstelt die Jezus’ hulp inroept tijdens de grote storm. Ook hangen er enkele geweven schilderijen die de apostelen en Jezus afbeelden alsook een groot, modern kruisbeeld.
Opnieuw bij de westkant kan men een kleine zijbeuk vinden, waar de doopvont staat. Dit is voor de kleine familiale aangelegenheden, zowel voor heugelijke gebeurtenissen als voor begrafenissen.

## Kerktoren
De kerktoren staat apart van de kerk zelf en is ongeveer 30 meter hoog.
’s Winters wordt hij versierd met kerstversiering en op de belangrijke kerkdagen luiden alle klokken. Bij de uurslagen luidt alleen de onderste klok.

## Kerkelijke activiteiten
Elk jaar gebeurt er een autowijding waar alle parochianen en christenen van de omliggende gemeenten mogen komen om hun auto te laten wijden. Ook fietsen, buggy’s zijn welkom.
Op het grasplein dat naast de kerk ligt worden jaarlijks loopwedstrijden georganiseerd (voor kleuters en kinderen van het lager onderwijs) alsook een paaseierenzoektocht.
Het grasplein voor de kerk wordt veel gebruikt om luchtballonnen te laten opstijgen.